# 蔣欣
蔣 欣（しょう きん、ジャン・シン、1983年5月8日 - ）は、中国の女優である。中国ウルムチ市出身、河南省鄭州市で育ち、7歳の頃より子役として活動を始めて9歳からテレビドラマに出演する。河南省芸術学校映画学科を卒業した。主な出演作品は、テレビドラマ『宮廷の諍い女』の華妃役など。

## 出演
- 天龍八部（2003年）
- 仙剣奇侠伝（2004年）
- 宮廷の諍い女（2011年）- 年世蘭（華妃）役
- 箭在弦上（2012年）
- 辺城春秋（2012年）
- 土楼裏的女人（2012年）
- 華胥引（2013年）
- 花千骨（2014年）
- ミーユエ 王朝を照らす月（2015年）- 莒姫役
- 歓楽頌（2016年）